# Canfranc
Canfranc település Spanyolországban, Huesca tartományban. Canfranc Sallent de Gállego, Sabiñánigo, Villanúa, Borau, Aísa, Jaca és Laruns községekkel határos. Lakosainak száma 612 fő (2024).

## Népesség
A település népessége az utóbbi években az alábbiak szerint változott:
| Lakosok száma | 538  | 564  | 678  | 625  | 620  | 554  | 543  | 540  | 599  | 612  |
|               | 2001 | 2004 | 2006 | 2009 | 2011 | 2014 | 2016 | 2019 | 2021 | 2024 |

## Látnivalók
A település egyik - ha nem egyetlen - látnivalója a Canfranc pályaudvar.

## Közlekedés
A városban ér véget a Zaragoza–Canfranc-vasútvonal, folytatásán Franciaország felé mára már megszűnt a forgalom.